# Košeca
Košeca és un poble i municipi d'Eslovàquia que es troba a la regió de Trenčín.

## Història
La primera menció escrita de la vila es remunta al 1272.

## Demografia
| Godina             | 1994 | 2004   | 2014   | 2024    |
| ------------------ | ---- | ------ | ------ | ------- |
| Nombre de persones | 2434 | 2474   | 2564   | 2826    |
| Diferència         |      | +1,64% | +3,63% | +10,21% |

| Godina             | 2023 | 2024   |
| ------------------ | ---- | ------ |
| Nombre de persones | 2830 | 2826   |
| Diferència         |      | −0,14% |